# Birferdo
Birferdo (em inglês antigo:  Byrhtferð; em latim: Birferdus c. 970) foi um padre e monge que vivia na Abadia de Ramsey em Huntingdonshire (agora parte de Cambridgeshire) na Inglaterra. Ele teve um impacto profundo na vida intelectual da Inglaterra anglo-saxônica posterior e escreveu muitas obras computísticas, hagiográficas e históricas. Ele foi um importante homem da ciência e mais conhecido como autor de muitas obras diferentes (embora possa não ter escrito muitas delas). Seu Manual (Enchiridion), um livro científico, é a obra mais conhecida de Byrhtferth.
Ele estudou com Abão de Fleury, que foi convidado a Ramsey Abbey por Oswald de Worcester para ajudar a ensinar. Abão esteve lá durante o período de 985 a 987 e tornou-se uma grande influência em Birferdo, que estava interessado nos mesmos estudos, como história, lógica, astronomia e matemática. Não temos biografias contemporâneas de Birferdo, e as únicas informações que temos são as de seu Manual e seu Preface.

## Obras
A assinatura de Birferdo aparece em apenas duas obras não publicadas, seu Latim and Old English Manual e Latim Preface. Ele também compôs uma vida latina de Santo Eguíno, compilou uma crônica da história da Nortúmbria na década de 990, escreveu uma vida latina de Oswald de Worcester ( a Vita Oswaldi) por volta do ano 1000, e sugere-se que ele seja o responsável pelos primeiros seções da Historia regum, ou History of the Kings, atribuídas a Simeão de Durham. Esta última atribuição é baseada na semelhança do estilo entre Simeão e Birferdo. A última das obras de Birferdo é um fragmento não assinado do texto em inglês antigo sobre cômputo no Manuscrito BL Cotton Caligula A.xv, fols. MS 142v-143r. É atribuído a ele por causa da semelhança estilística com o inglês antigo que escreveu no Manual.
Birferdo também foi creditado com comentários em latim sobre De natura rerum e De temporum ratione de Beda (primeiro atribuído a ele por John Herwagen) e uma Vita S. Dunstani assinado "B" ( primeiro atribuído a ele por Jean Mabillon ). No entanto, muitos estudiosos argumentam que essas obras não foram escritas por Birferdo, mas, em vez disso, foram uma compilação de material por vários escritores no final do século IX e no início do século X. Isso é discutido por causa do estilo suave e polido dessas obras em comparação com os estilos das únicas obras assinadas, o Manual e o Preface .

### Preface
St John's College, Oxford MS 17 contém vários trabalhos computísticos de Beda e Helperico, e um cálculo que inclui o Epílogo latino, ou Prefácio, de Birferdo. Ele também construiu um diagrama de página inteira mostrando a harmonia do universo e sugerindo correspondências entre os aspectos cosmológicos, numerológicos e fisiológicos do mundo. Outros itens do manuscrito podem de fato ter sido escritos por Birferdo, mas não pode ser provado. Além disso, ele pode ter compilado muitas dessas coisas a partir de obras que Abão de Fleury deixou para trás na Abadia de Ramsey após sua morte.

### Manual
Bodl. Ashmole MS 328 preserva o Latim Enquirídio, ou Manual de Birferdo. Está escrito em latim e inglês antigo e a maior parte é de um cômputo semelhante ao do Prefácio. Toca na crença de que a ordem divina do universo pode ser percebida por meio do estudo dos números e pode ser de grande referência para o estudo do simbolismo dos números medievais. Ele também contém tratados sobre assuntos retóricos e gramaticais, uma tabela de pesos e medidas e três tratados teológicos sobre as eras do mundo, a derrota de Satanás e os oito pecados capitais.